# Trachyiulus mimus
Trachyiulus mimus är en mångfotingart som beskrevs av Filippo Silvestri 1924. Trachyiulus mimus ingår i släktet Trachyiulus och familjen Cambalopsidae. Inga underarter finns listade i Catalogue of Life.